# Brick Bradford
Pour les articles homonymes, voir Bradford (homonymie).
Brick Bradford est une série de bande dessinée de science-fiction américaine créée en 1933 par le dessinateur Clarence Gray et le scénariste William Ritt, qui l'abandonne progressivement au milieu des années 1940. Elle a été publiée dans la presse américaine d'août 1933 à avril 1987 sous forme de comic strip, d'abord comme bande quotidienne, avec une page dominicale ajoutée en novembre 1934. Ces histoires ont ensuite été reprise au format comic book. Dans les années 1950, Paul Norris a succédé à Gray.
Dans le monde francophone, la série a été traduite sous le titre Luc Bradefer dans Le Journal de Mickey dès 1936. Au Québec, elle a été traduite sous le nom Jacques Le Matamore.
Brick Bradford est le premier héros de bande dessinée de science-fiction à pouvoir voyager dans le temps, au moyen d'une machine temporelle nommée Time Top (Chronosphère ou La Toupie du Temps, selon la traduction).[réf. nécessaire]

## Personnages
- Brick Bradford,
- Béryl Salisbury, fiancée de Brick Bradford,
- Professeur Kala Kopak, inventeur de la sphère à voyager dans le temps et dans l'espace.
- June Salisbury, sœur de Béryl,
- Docteur Paul Salisbury, père de Béryl et June,
- Avil Blue (Avil Bleu en VF).
- Fairla, princesse intergalactique.
- Brocco, le chef des pirates.

## Adaptations
La bande dessinée a été adaptée pour la télévision en 1947 par la Columbia Pictures qui produit une série de quinze téléfilms.

## Anecdote
Luc Bradefer est évoqué dans le 279e des 480 souvenirs cités par Georges Perec dans Je me souviens.